# 小行星8892
小行星8892（英語：8892 Kakogawa）是一颗围绕太阳公转的小行星。1994年9月11日，M. Sugano、T. Nomura在Minami-Oda发现了此天体。
这颗小行星的绝对星等为333.655401448804等。